# 1948年ロンドンオリンピックのスペイン選手団
1948年ロンドンオリンピックのスペイン選手団（1948ねんロンドンオリンピックのスペインせんしゅだん）は、1948年にロンドンで開催されたオリンピックのスペイン選手団。スペイン内戦により1936年大会は出場できなかったが、今大会で復帰した。11競技37種目の65人（男子のみ）で構成された。

## メダル

### 銀
- Jaime García, Marcelino Gavilán, José Navarro — 馬術、障害飛越団体